# سوچاوونیکا
سوچاوونیکا (به لاتین: Szczawnica) یک شهر و گمینا در لهستان است که در گمینا شچاونگتسا واقع شده‌است. سوچاوونیکا ۳۲٫۹ کیلومتر مربع مساحت و ۶٬۳۴۲ نفر جمعیت دارد.

## خواهرخوانده
شهرهای پرلبرگ و هارکانی خواهرخوانده‌های سوچاوونیکا هستند.